# Aleksandr Zajárchenko

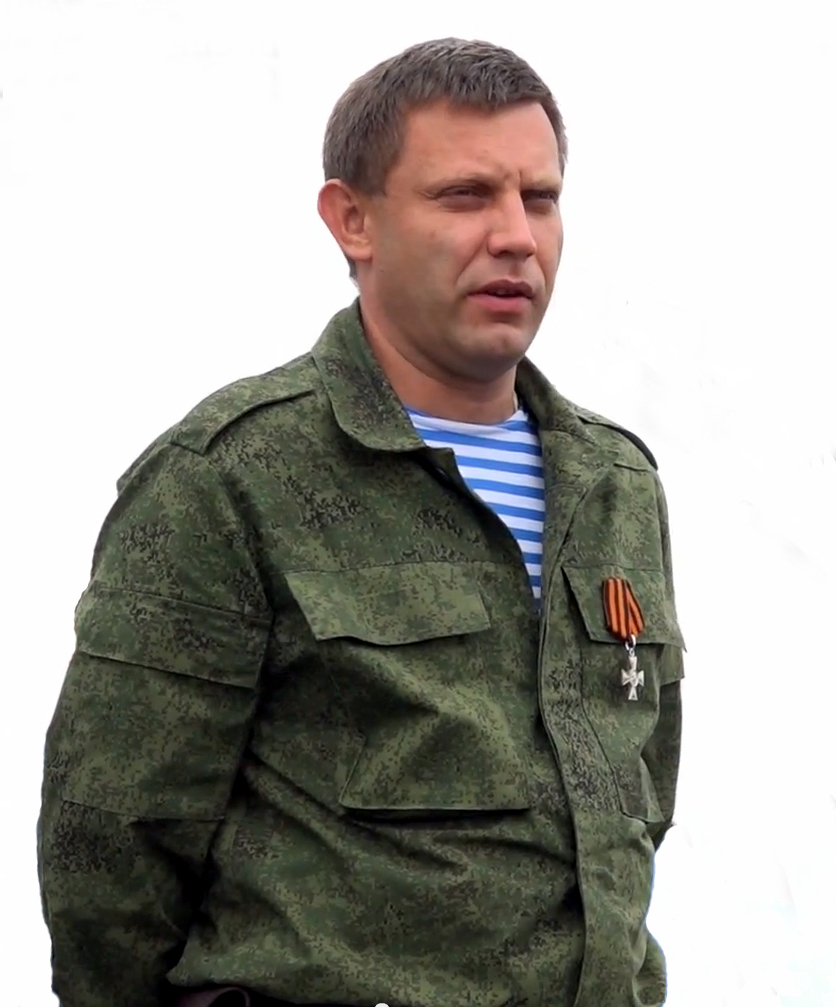
Aleksandr Zajárchenko cuando era primer ministro de la República Popular de Donetsk (8 de septiembre de 2014).

Aleksandr Vladímirovich Zajárchenko (en ruso: Александр Владимирович Захарченко, en ucraniano: Олександр Володимирович Захарченко; Donetsk, óblast de Donetsk, RSS de Ucrania, 26 de junio de 1976-Ibidem, zona de la óblast de Donetsk ocupada por rusos, Ucrania, 31 de agosto de 2018) fue un militar y político ucraniano que fungió como jefe de Estado y primer ministro de la autoproclamada República Popular de Donetsk, que declaró su independencia de Ucrania el 11 de mayo de 2014. Fue asesinado en Donetsk el 31 de agosto de 2018 a consecuencia de un atentado cuando una bomba explotó en la cafetería en donde se encontraba.

## Carrera política
Zajárchenko tomó parte en el asalto al edificio de la Gobernación de Donetsk el 7 de abril de 2014. Allí secuestraron a los diputados provinciales, los sacaron de sus escaños por la fuerza mientras ellos iban ocupándolos. Zajárchenko ocupó el asiento del Gobernador. Cuando entró la muchedumbre prorrusa al edificio, celebró la victoria del grupo de Zajárchenko, proclamando a este como presidente de la República Popular de Donetsk, un Estado con reconocimiento limitado. Sucedió a Aleksandr Borodái, ciudadano de Rusia, como primer ministro el 7 de agosto de 2014, y Borodái se convirtió en su vice primer ministro. Zajárchenko fue un ciudadano ucraniano nacido en Donetsk.
Según Borodái, Zajárchenko «es un natural de Donetsk» y «es abiertamente un líder de una unidad separatista llamada «Oplot», que forma parte de las Fuerzas Armadas Unidas de Nueva Rusia. Zajárchenko fue realmente su líder y el 24 de julio de 2014 fue galardonado con el rango de Mayor por Ígor Guirkin (también conocido como "Strelkov"), después de haber sido herido en un brazo luchando contra las Fuerzas Armadas de Ucrania. Según Guirkin, él era entonces (también) Ministro del Interior adjunto. En 16 de mayo de 2014, Zajárchenko fue nombrado 'El comandante militar de Donetsk'. En septiembre de 2014, Zajárchenko fue el principal negociador de la República Popular de Donetsk en el Protocolo de Minsk, en el que se acordó un memorándum sobre un plan de paz para resolver la guerra del Donbás. En las Elecciones generales de la República Popular de Donetsk de 2 de noviembre de 2014, Zajárchenko ganó con el 78,93 % de los votos.
Cabe destacar que, en unas declaraciones realizadas por el coronel retirado del Servicio Federal de Seguridad de Rusia Ígor Guirkin (alias Strelkov), "ministro de Defensa" de la autoproclamada República Popular de Donetsk en 2014, en la entrevista al periódico ruso Zavtra el 20 de noviembre de 2014, manifestó que "Sin embargo, el gatillo de la guerra lo apreté yo. Si nuestra unidad no hubiera cruzado la frontera, todo hubiera acabado como en Járkov u Odesa" donde los intentos de golpe no prosperaron. Por otro lado, Ígor Guirkin es uno de los cuatro acusados del derribo del vuelo 17 de Malaysia Airlines en la causa abierta por la Fiscalía de los Países Bajos basada en la instrucción del Equipo de Investigación Conjunta (Joint investigation team, JIT).

### Posiciones políticas
En la campaña electoral para las elecciones parlamentarias de 2014 en la República Popular de Donetsk, Zajárchenko dijo a sus potenciales votantes que deseaba que las pensiones fuesen más altas que en Polonia y que los jubilados deberían tener dinero suficiente para «viajar a Australia, al menos una vez al año, para cazar una docena de canguros en safaris». Según Zajárchenko, eso sería posible porque, en su opinión, la región de Donetsk es muy rica, como los Emiratos Árabes Unidos. Él desarrolló este argumento, diciendo que la región tiene carbón, metalurgia, gas natural y que la diferencia entre los Emiratos Árabes Unidos y la región de Donetsk es que en aquel país no hay ninguna guerra, al contrario de lo que ocurre en esta región. Zajárchenko prometió construir «un Estado normal, bueno y justo», acrecentando que «nuestros jóvenes murieron por esa causa» y que «los civiles aún están siendo matados por esto hasta ahora».

## Actividades terroristas y participación en abusos contra los derechos humanos
Durante la guerra en el Donbáss, hubo muchos casos de desapariciones forzadas en la República Popular de Donetsk (RPD). Zajárchenko dijo que sus fuerzas detenían hasta cinco «subversivos ucranianos» todos los días. La Oficina del Alto Comisionado de las Naciones Unidas para los Derechos Humanos estima que alrededor de 632 personas fueron detenidas ilegalmente por las fuerzas separatistas antes del 11 de diciembre de 2014.
El periodista independiente Stanislav Aséyev fue secuestrado el 2 de junio de 2017. Al principio, el gobierno de facto de la RPD negó saber su paradero, pero el 16 de julio, un agente del Ministerio de Seguridad del Estado confirmó que Aséyev estaba bajo su custodia bajo sospecha de espionaje, los medios independientes no pueden informar desde el territorio controlado por RPD. Amnistía Internacional ha exigido que Zajárchenko libere a Stanislav Aséyev.

## Vida privada
Zajárchenko se graduó de la Escuela Técnica de Automatización Industrial de Donetsk. Estudió en el Instituto de Derecho de Donetsk, pero no completó la educación superior. Comenzó su carrera laboral como electricista de minas y, enseguida, se dedicó a actividades empresariales, en las cuales ganó experiencia en la gestión de equipos. En entrevistas, a pesar de no haber completado la educación superior, Zajárchenko se presentaba como ingeniero electricista.

## Asesinato
Murió el viernes 31 de agosto de 2018 en Donetsk como consecuencia de un ataque con explosivos en una céntrica cafetería, un ataque terrorista que tanto Rusia como los separatistas prorrusos atribuyen al gobierno ucraniano.
Zajárchenko estaba casado y tenía tres hijos.